# Ruthin Castle
Ruthin Castle (walisisk: Castell Rhuthun) er en middelalderfæstning i Wales, nær købstaden Ruthin i Vale of Clwyd. Den blev opført på en rød sandstenshøjderyg med udsigt over dalen i 1200-tallet af Dafydd ap Gruffydd, der var bror til prins Llywelyn ap Gruffudd. Dele af de oprindelige mure er stadig bevaret, og de er nu en del af Ruthin Castle Hotel.
Borgen er opført på samme sted, hvor der har ligget et fort fra jernalderen. Jorden blev givet til Dafydd ap Gruffydd af Edvard 1. som tak for Gruffydds hjælp med invasionen af det nordlige Wales.
I 1923 blev det Storbritanniens første private hospital til undersøgelse og behandling af sjældne sygdomme inde i kroppen, men det blev lukket igen omkring 1950. I 1960'erne blev ruinerne af borgen inkorporeret i et hotel. En af hotellets gæster var prins Charles, natten inden han skulle indsætte som fyrste af Wales på Caernarfon Castle i 1969.